# SparkNotes
SparkNotes, ursprünglich Teil einer Website namens The Spark, ist ein Unternehmen, das 1999 von den Harvard-Studenten Sam Yagan, Max Krohn, Chris Coyne und Eli Bolotin gegründet wurde und ursprünglich Studienführer für Literatur, Poesie, Geschichte, Film und Philosophie anbot. Später erweiterte SparkNotes das Angebot um Studienführer für eine Reihe anderer Fächer, darunter Biologie, Chemie, Wirtschaft, Gesundheit, Mathematik, Physik und Soziologie. SparkNotes erhebt keine Gebühren für die Nutzung seiner Online-Angebote, sondern erzielt stattdessen Einnahmen durch Werbung.
Barnes & Noble erwarb SparkNotes.com im Jahr 2001 für ca. 3,5 Millionen US-Dollar.

## Geschichte
TheSpark.com war eine literarische Website, die von vier Harvard-Studenten am 7. Januar 1999 ins Leben gerufen wurde. Die meisten Benutzer von TheSpark waren High-School- und College-Studenten. Um die Popularität der Seite zu steigern, veröffentlichten die Gründer am 7. April 1999 die ersten sechs Literaturstudienführer, „SparkNotes“.
Im Jahr 2000 verkauften die Macher die Seite an iTurf Inc. Im folgenden Jahr kaufte Barnes & Noble SparkNotes und wählte fünfzig Literaturstudienführer aus, um sie im Druckformat zu veröffentlichen. Als Barnes & Noble SparkNotes in gedruckter Form herausgab, wurde der Verkauf des Hauptkonkurrenten CliffsNotes eingestellt.
Im Januar 2003 entwickelte SparkNotes einen Übungstest-Service namens SparkNotes Test Prep. Diesem Projekt folgte die Veröffentlichung von den Referenzblättern SparkCharts, die ein Thema zusammenfassen; No Fear Shakespeare, Transkriptionen von Shakespeares Theaterstücken in moderner Sprache; und No Fear Literature, Transkriptionen von Literaturklassikern wie The Adventures of Huckleberry Finn und The Scarlet Letter in moderner Sprache.

## Weitere Angebote
SparkNotes Test Prep bietet Inhalte und Dienstleistungen im Zusammenhang mit dem ACT und den standardisierten Tests AP, GRE und PSAT/SAT I und II. Barnes & Noble verkauft gedruckte Versionen der Test Prep-Studienführer sowie SparkCharts und andere gedruckte Studienmaterialien in den Vereinigten Staaten und in Bücherläden von Chapters in Kanada.
Die Website SparkNotes.com enthält auch einen Bereich für Studenten, um nach Colleges zu suchen.
SparkNotes hat sich mit Büchern wie Poetry Classics und FlashKids, einer Reihe von Lehrbüchern für Schüler des Kindergartens bis zur achten Klasse, in den Bildungsbereich begeben. Sie bieten auch Übungen für High-School-Lehrer an.
Die gleichnamige App für iOS und Android bietet:
- 50 vorinstallierte Studienführer in der App-Bibliothek
- Hunderte von Studienführern, die online angezeigt werden können
- Die Möglichkeit, jeden Studienführer für die Offline-Nutzung auf das mobile Gerät herunterzuladen
- Die Möglichkeit, das, was man studiert, in einem angepassten Post auf Facebook teilt

## Kritik
Da SparkNotes Studienführer für Literatur anbietet, die Kapitelzusammenfassungen enthalten, sehen viele Lehrer die Website als eine Möglichkeit zum Schummeln an. Diese argumentieren, dass Schüler SparkNotes als Ersatz für die tatsächliche Erledigung von Leseaufgaben mit dem Originalmaterial oder zum Schummeln bei Tests mit Handys mit Internetzugang verwenden können.
SparkNotes gibt an, dass es akademische Unehrlichkeit oder Plagiate nicht unterstütze. Stattdessen schlägt es vor, dass Schüler das Originalmaterial lesen und dann mit SparkNotes ihre eigene Interpretation des Textes mit der Analyse zu vergleichen.
Im Januar 2019 kündigten die Entwickler der Website eine komplette Neugestaltung des SparkLife-Bereichs der Website an, um sich mehr auf literaturbezogene Inhalte zu konzentrieren. Diese Ankündigung wurde von SparkLife-Benutzern aufgrund der Entfernung von benutzerdefinierten Konten, Blogbeiträgen und Kommentaren negativ aufgenommen.